# Жінка перед дзеркалом (картина Тіціана)
«Жінка перед дзеркалом» (італ. Donna con uno specchio) — картина Тіціана, написана близько 1515 року. Виставляється в 711-му залі на 1-му поверсі галереї Денон у Луврі під кодом INV. 755.
На картині зображена гарна молода жінка, що розчісує волосся перед маленьким дзеркальцем, яке тримає для неї чоловік. Її спина відбивається в іншому, опуклому, дзеркалі. Картина характерна для творчості Тіціана цього періоду і є виразом гармонійного тіціанського класицизму, доведеного художником до досконалості.
Існує схожа картина, що зображає жінку і юнака, який тримає дзеркала. Вона зберігається в Празі. Моделлю для картини стала Віоланта, коханка й натурниця Тіціана. Інша (застаріла) версія свідчить, що на картині зображена Лаура Діанті.

## Схожі картини

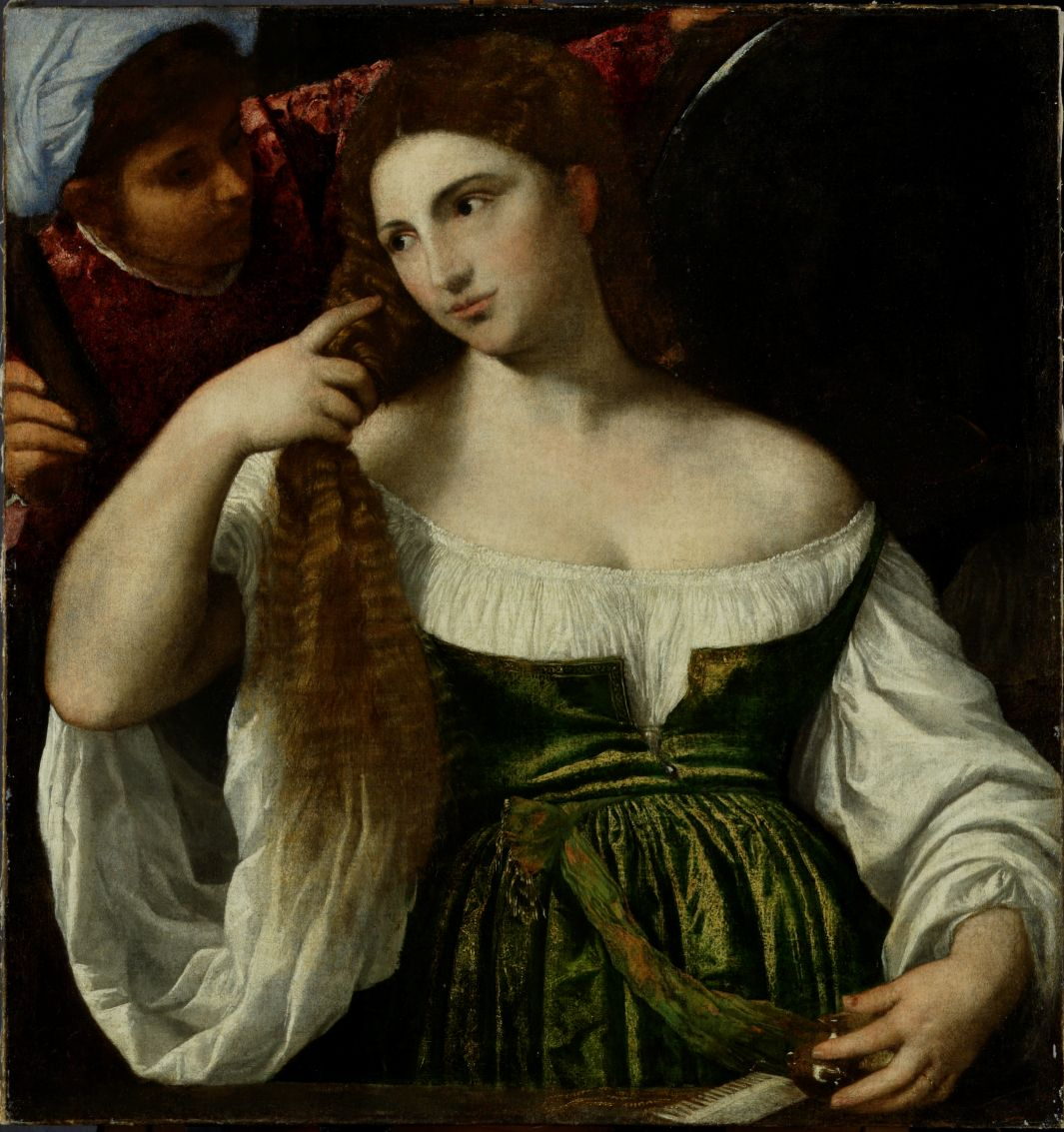
Тіціан «Туалет молодої жінки»
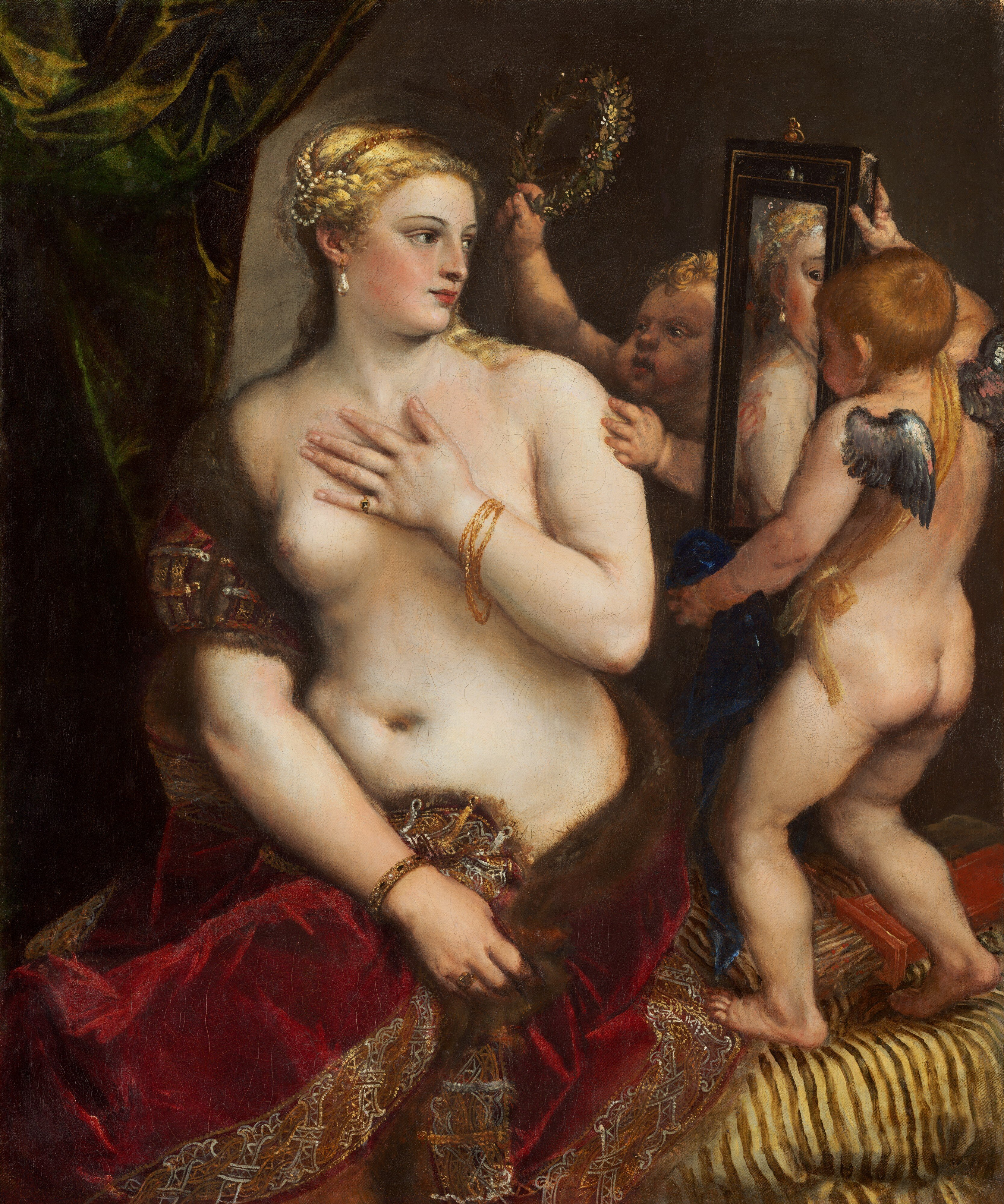
Тіціан «Венера перед дзеркалом»